# Étang des Landes (Natura 2000)
Pour les articles homonymes, voir Étang des Landes.
Le site étang des Landes est un site français du réseau Natura 2000 du département de la Creuse, en région Nouvelle-Aquitaine.

## Situation
Dans le quart nord-est du département de la Creuse, le site « étang des Landes », s'étend sur 740 hectares, sur le territoire de la seule commune de Lussat, en limite de celles de Gouzon et de Saint-Loup.
La zone s'étage entre 378 et 393 mètres d'altitudeLa zone s'étage entre 378 et 393 mètres d'altitude, le long du ruisseau de l'Étang des Landes et de plusieurs de ses affluents, intégrant les trois principaux étangs, l'étang des Landes lui-même, l'étang de la Bastide et l'étang Tête de Bœuf, les zones de jonction de ces trois étangs, ainsi qu'une grande partie du bois des Landes.
La zone Natura 2000 est entièrement incluse dans la zone naturelle d'intérêt écologique, faunistique et floristique (ZNIEFF) bassin versant de l'étang des Landes.

## Description
Le site « étang des Landes » est un site naturel du réseau Natura 2000, c'est-à-dire qu'il est identifié comme site important pour la conservation d'espèces d'oiseaux européennes menacées.
Il s'agit d'une zone de protection spéciale validée par un arrêté du ministère de l'Écologie et du Développement durable en date du 3 mars 2006 qui s'appuie sur l'inventaire scientifique des zones importantes pour la conservation des oiseaux (ZICO).
Le site est composé à 60 % de forêts caducifoliées, à 30 % d'eaux douces intérieures (eaux stagnantes et eaux courantes), à 8 % de prairies semi-naturelles humides et de prairies mésophiles améliorées, et à 2 % de landes, broussailles ou recrus.

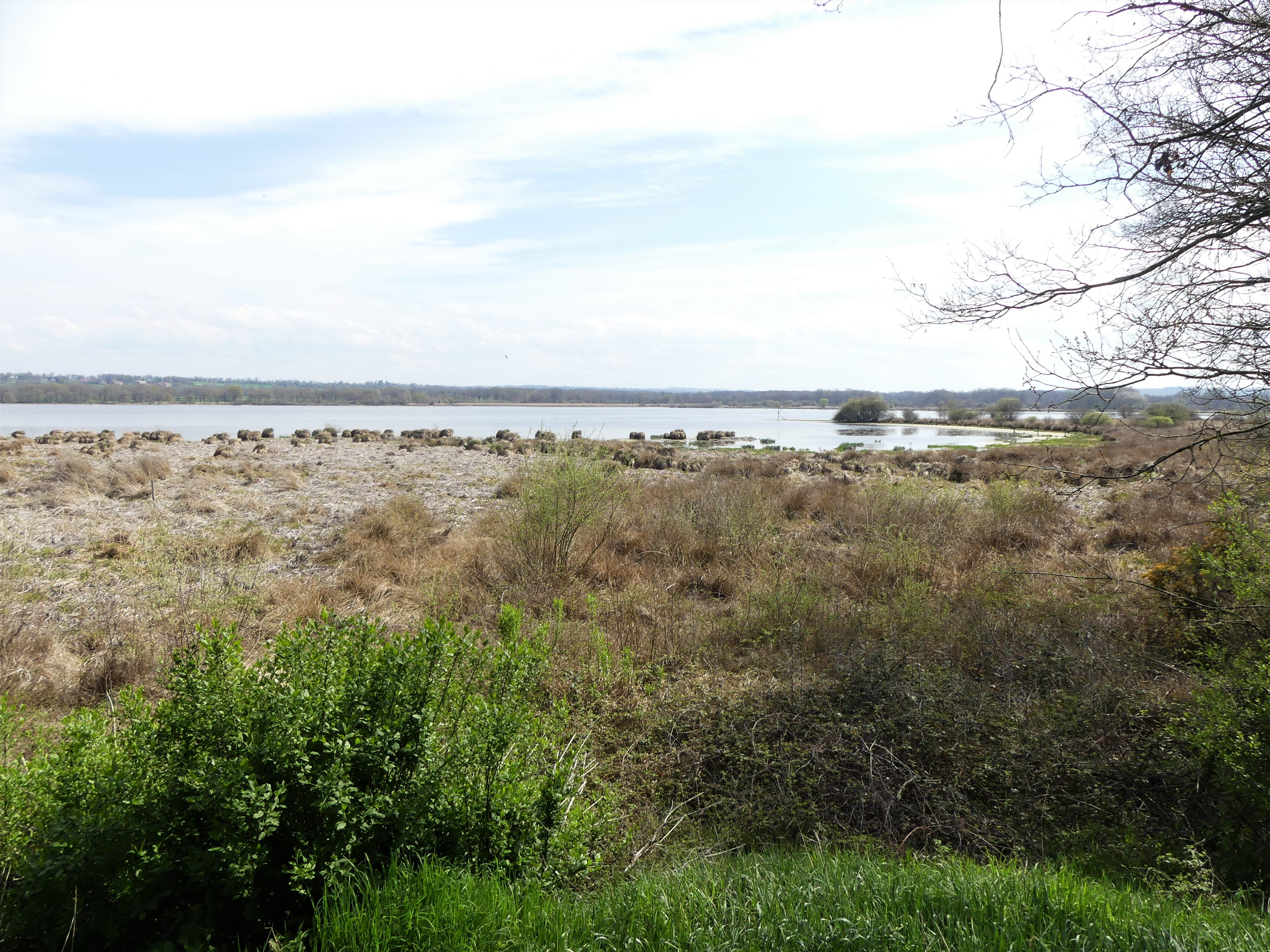
L'étang des Landes vu depuis l'affût du Genévrier.
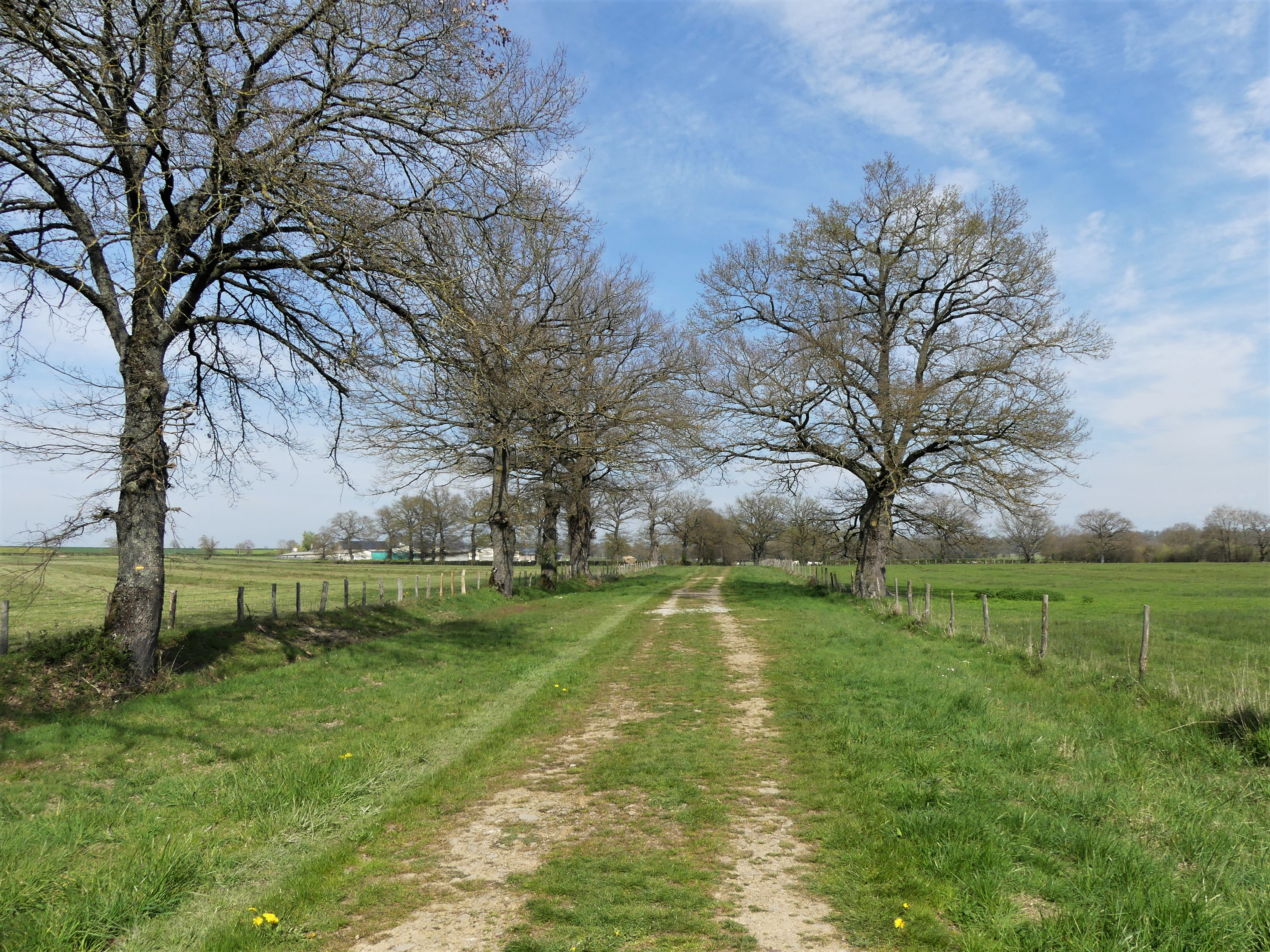
Le chemin des Brouilles au nord de l'étang des Landes.
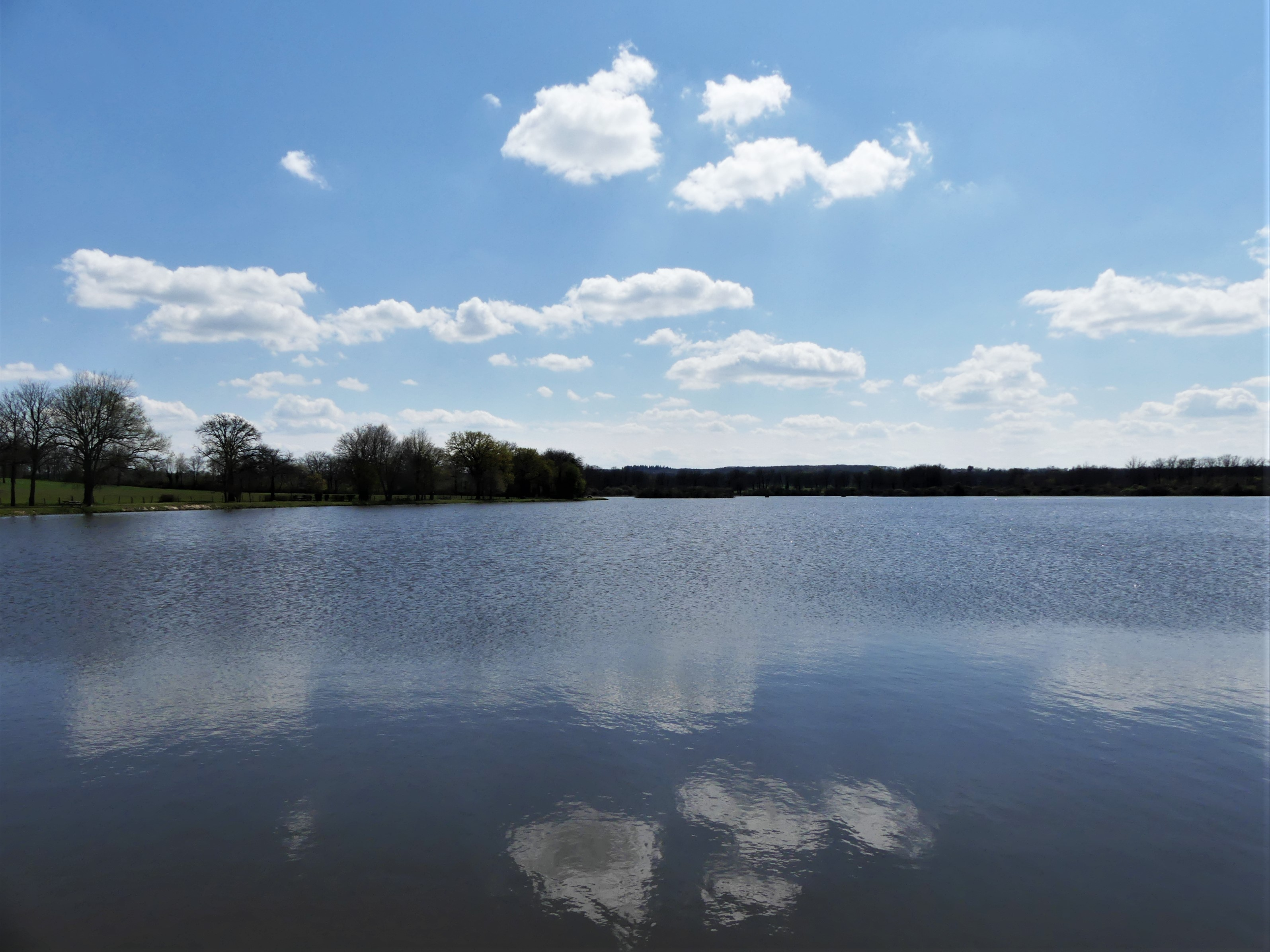
L'étang de la Bastide.
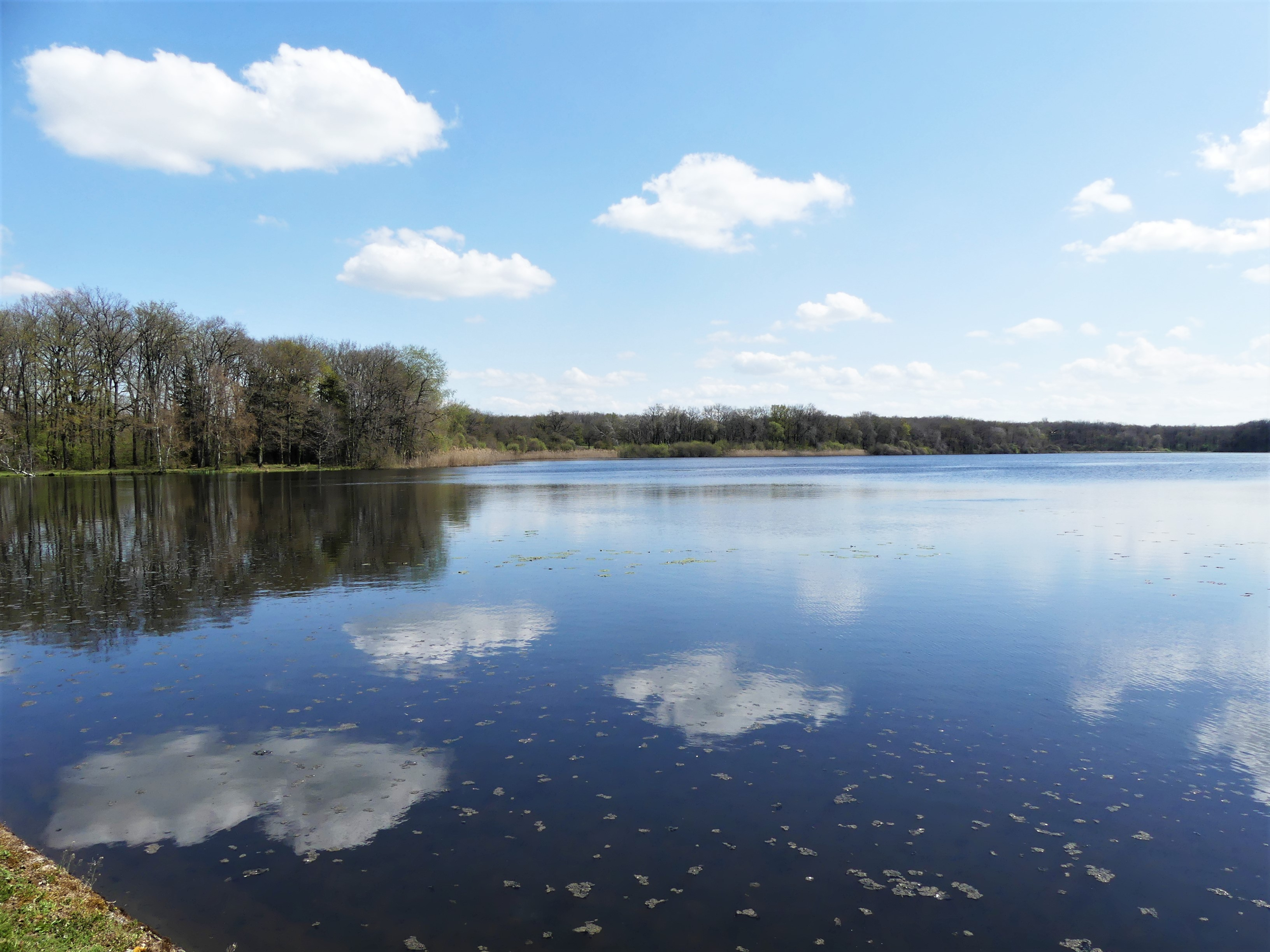
L'étang Tête de Bœuf.
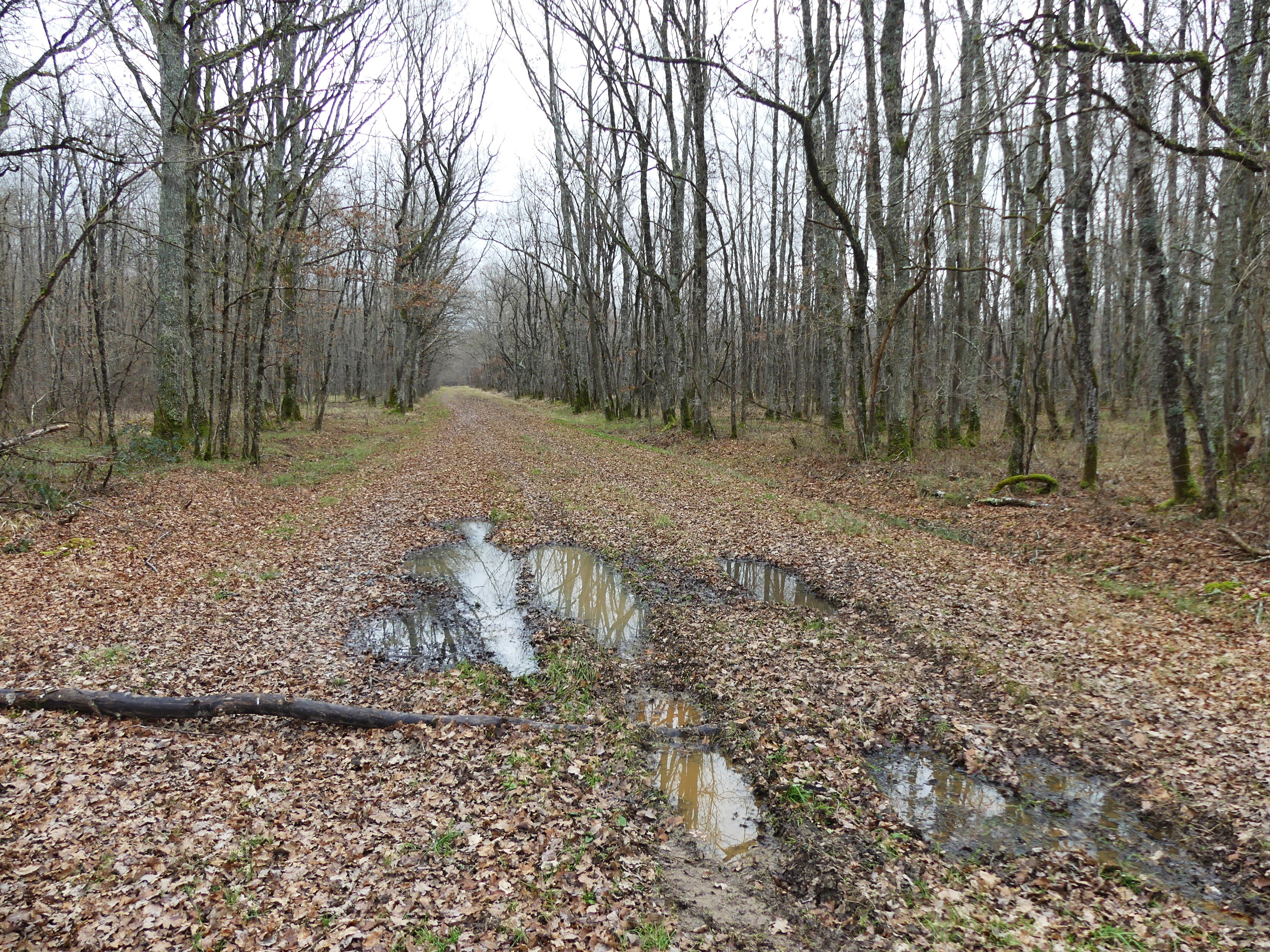
L'extrémité ouest du bois des Landes à Lussat, presque en limite de Gouzon.

## Espaces connexes
Sur le même périmètre de 740 hectares, une autre zone Natura 2000, le « Bassin de Gouzon », concerne une zone spéciale de conservation (ZSC) ; elle est protégée au titre de la directive habitats ».
Trois zones naturelles d'intérêt écologique, faunistique et floristique (ZNIEFF) de type 1 du département de la Creuse, — l'étang des Landes (ZNIEFF), l'étang de la Bastide et l'étang Tête de Bœuf — sont parties intégrantes du territoire de la zone Natura 2000 « étang des Landes ». Une autre, le bois des Landes, le recoupe partiellement.
La réserve naturelle nationale de l'étang des Landes est incluse dans la ZNIEFF de type 1 « étang des Landes ».
Les quatre ZNIEFF de type 1 sont incluses dans une ZNIEFF de type 2 : le bassin versant de l'étang des Landes.

## Oiseaux

### Espèces visées à l'article 4
86 espèces d'oiseaux inscrites à l'article 4 de la directive Oiseaux y ont été répertoriées : l'Aigle botté (Hieraaetus pennatus), l'Aigle criard (Clanga clanga), l'Aigrette garzette (Egretta garzetta), l'Alouette lulu (Lullula arborea), l'Avocette élégante (Recurvirostra avosetta), le Balbuzard pêcheur (Pandion haliaetus), la Barge rousse (Limosa lapponica), le Bécasseau cocorli (Calidris ferruginea), le Bécasseau de Temminck (Calidris temminckii), le Bécasseau maubèche (Calidris canutus), la Bécassine des marais (Gallinago gallinago), la Bécassine double (Gallinago media), le Bihoreau gris (Nycticorax nycticorax), la Bondrée apivore (Pernis apivorus), le Bruant ortolan (Emberiza hortulana), le Busard cendré (Circus pygargus), le Busard des roseaux (Circus aeruginosus), le Busard Saint-Martin (Circus cyaneus), le Canard chipeau (Mareca strepera), le Canard souchet (Spatula clypeata), le Chevalier arlequin (Tringa erythropus), le Chevalier cul-blanc (Tringa ochropus), le Chevalier guignette (Actitis hypoleucos), le Chevalier sylvain (Tringa glareola), la Cigogne blanche (Ciconia ciconia), la Cigogne noire (Ciconia nigra), le Circaète Jean-le-Blanc (Circaetus gallicus), le Combattant varié (Calidris pugnax), le Courlis corlieu (Numenius phaeopus), le Crabier chevelu (Ardeola ralloides), le Cygne de Bewick (Cygnus columbianus bewickii), le Cygne tuberculé (Cygnus olor), l'Échasse blanche (Himantopus himantopus), l'Engoulevent d'Europe (Caprimulgus europaeus), le Faucon émerillon (Falco columbarius), le Faucon pèlerin (Falco peregrinus), la Foulque macroule (Fulica atra), le Fuligule milouin (Aythya ferina), le Fuligule milouinan (Aythya marila), le Fuligule morillon (Aythya fuligula), le Fuligule nyroca (Aythya nyroca), le Garrot à œil d'or (Bucephala clangula), le Goéland marin (Larus marinus), le Goéland railleur (Chroicocephalus genei), le Gorgebleue à miroir (Luscinia svecica), le Grand Cormoran (Phalacrocorax carbo), la Grande Aigrette (Ardea alba), le Grèbe à cou noir (Podiceps nigricollis), le Grèbe jougris (Podiceps grisegena), la Grue cendrée (Grus grus), la Guifette moustac (Chlidonias hybrida), la Guifette noire (Chlidonias niger), le Harle piette (Mergellus albellus), le Héron garde-bœufs (Bubulcus ibis), le Héron pourpré (Ardea purpurea), le Hibou des marais (Asio flammeus), la Marouette ponctuée (Porzana porzana), le Martin-pêcheur d'Europe (Alcedo atthis), le Milan noir (Milvus migrans), le Milan royal (Milvus milvus), la Mouette mélanocéphale (Ichthyaetus melanocephalus), la Nette rousse (Netta rufina), l'Œdicnème criard (Burhinus oedicnemus), l'Oie des moissons (Anser fabalis), l'Oie rieuse (Anser albifrons), le Petit Gravelot (Charadrius dubius), le Phragmite aquatique (Acrocephalus paludicola), le Pic mar (Dendrocoptes medius), le Pic noir (Dryocopus martius), la Pie-grièche écorcheur (Lanius collurio), le Plongeon catmarin (Gavia stellata), le Plongeon huard (Gavia immer), le Pluvier argenté (Pluvialis squatarola), le Pluvier doré (Pluvialis apricaria), le Pluvier guignard (Charadrius morinellus), le Pygargue à queue blanche (Haliaeetus albicilla), le Râle d'eau (Rallus aquaticus), le Râle des genêts (Crex crex), la Sarcelle d'été (Spatula querquedula), la Sarcelle d'hiver (Anas crecca), la Spatule blanche (Platalea leucorodia), la Sterne arctique (Sterna paradisaea), la Sterne caugek (Thalasseus sandvicensis), la Sterne naine (Sternula albifrons), la Sterne pierregarin (Sterna hirundo) et le Tadorne de Belon (Tadorna tadorna).

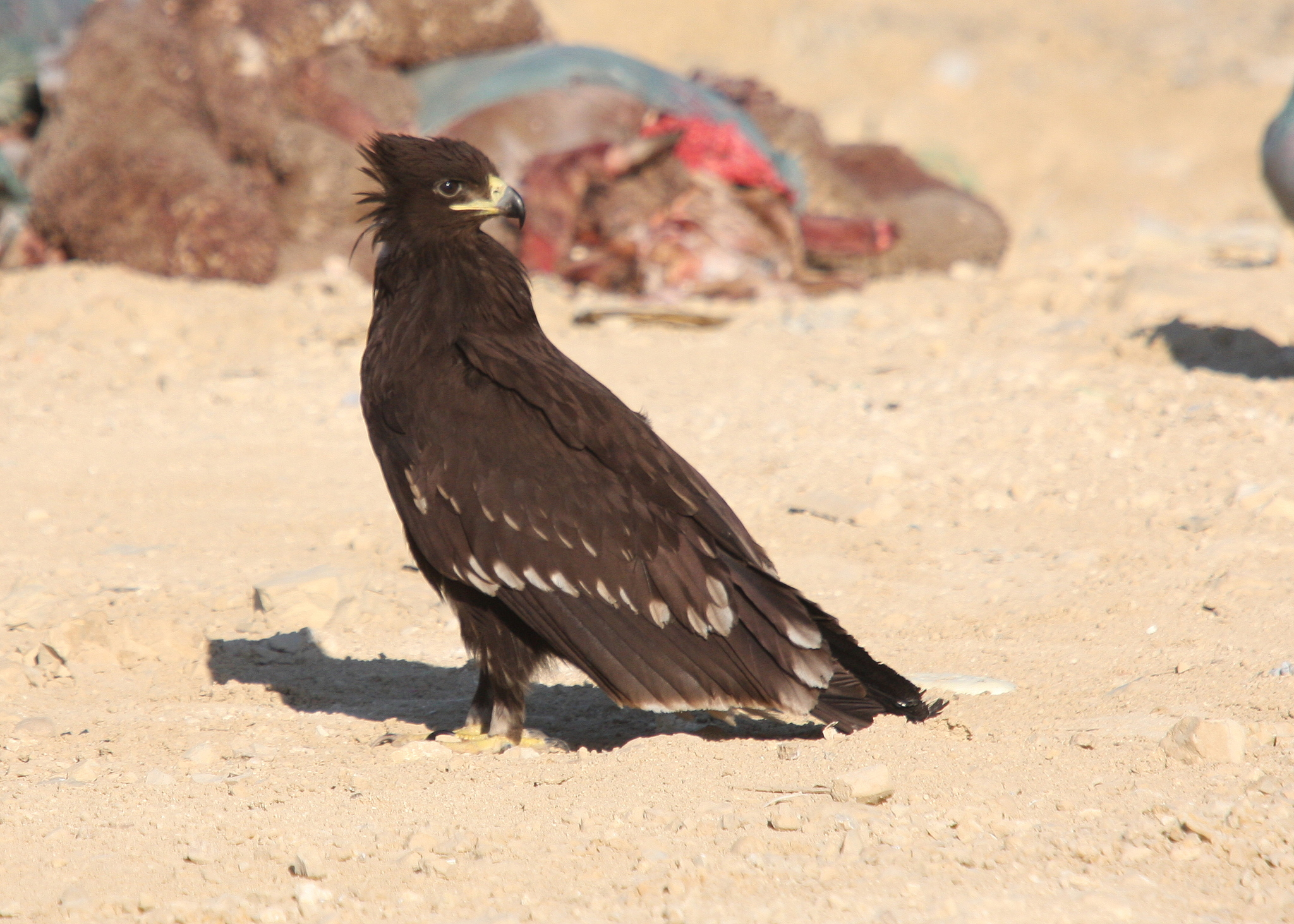
Aigle criard.
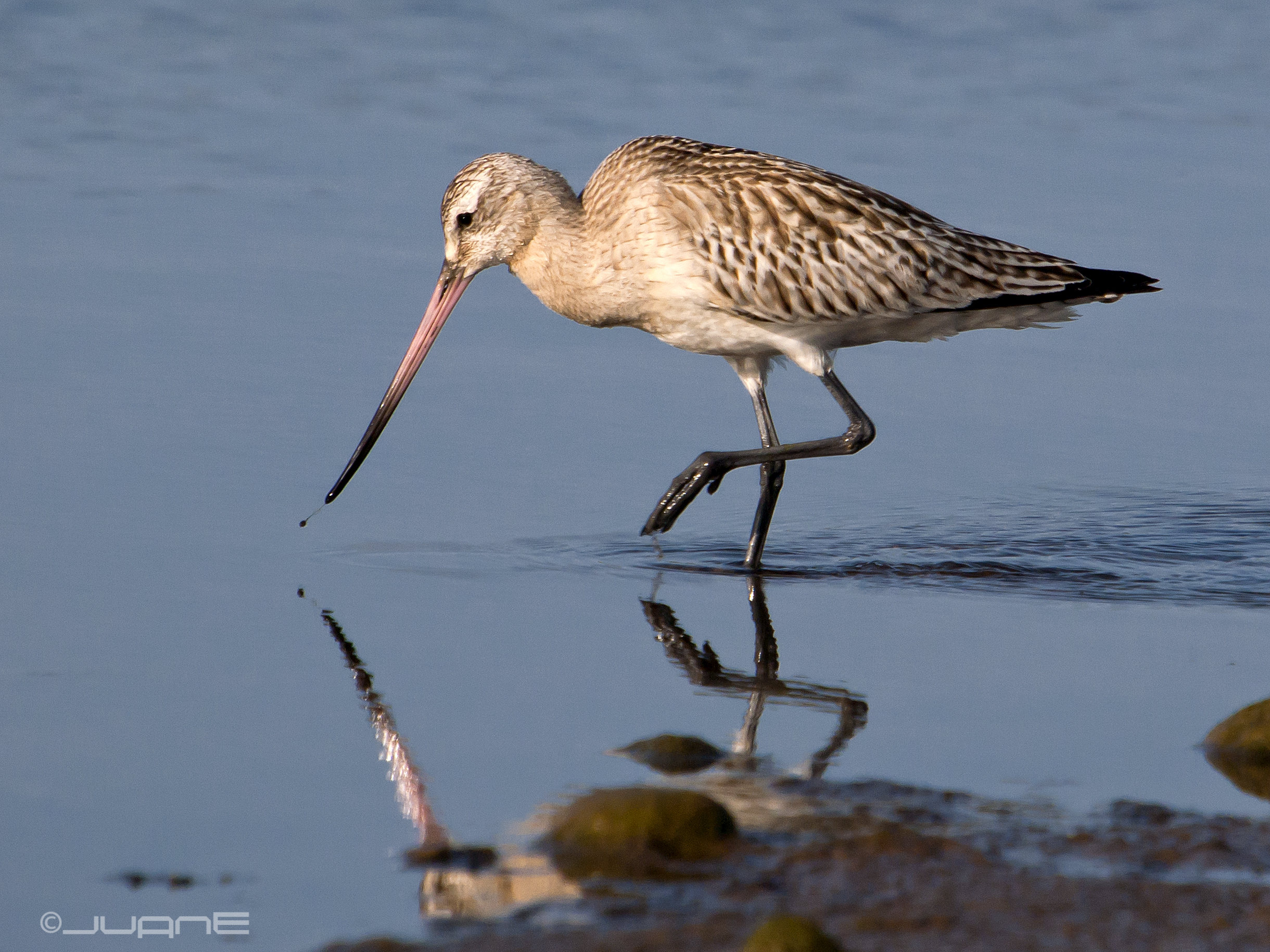
Barge rousse.
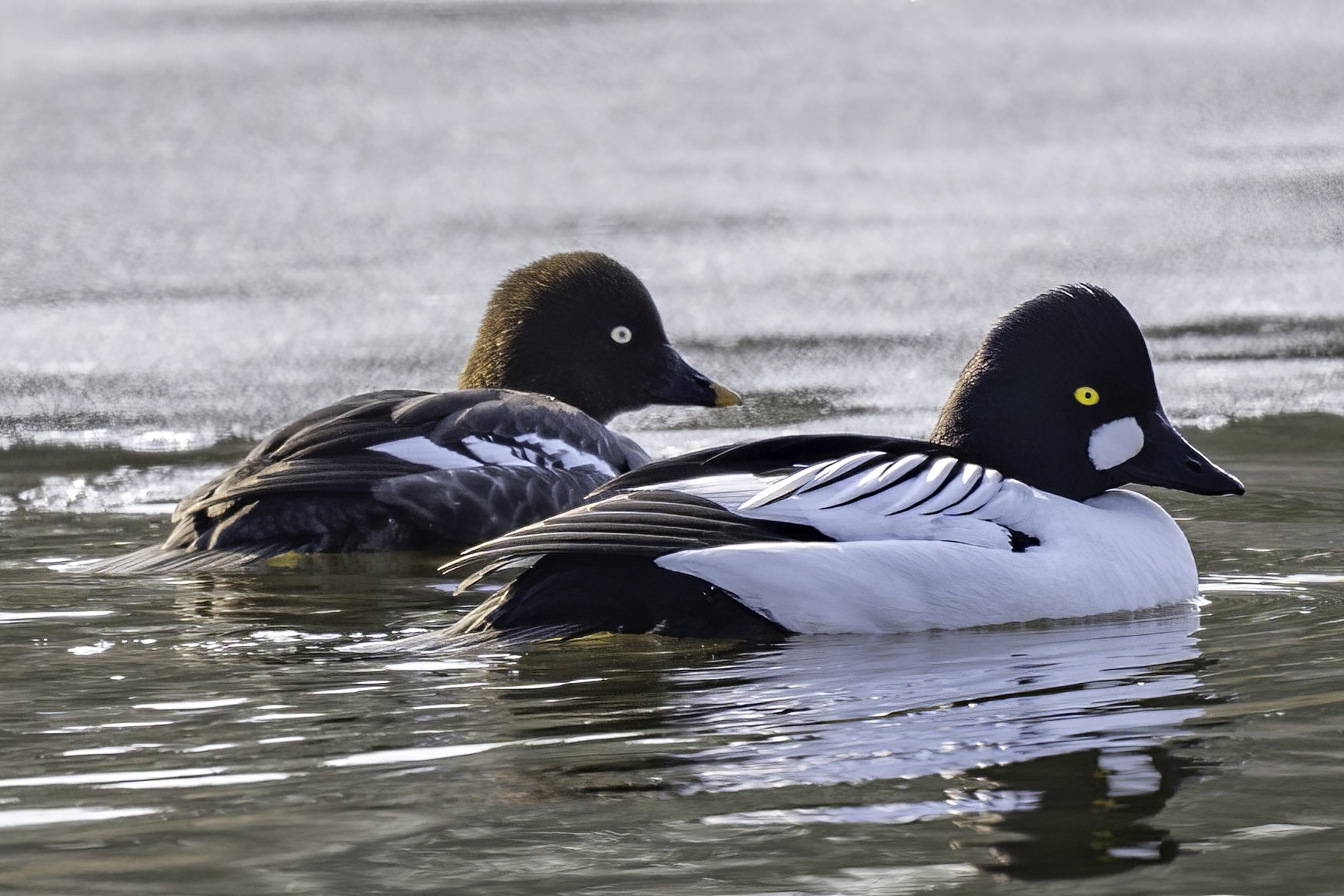
Couple de Garrots à œil d'or (mâle au premier plan).
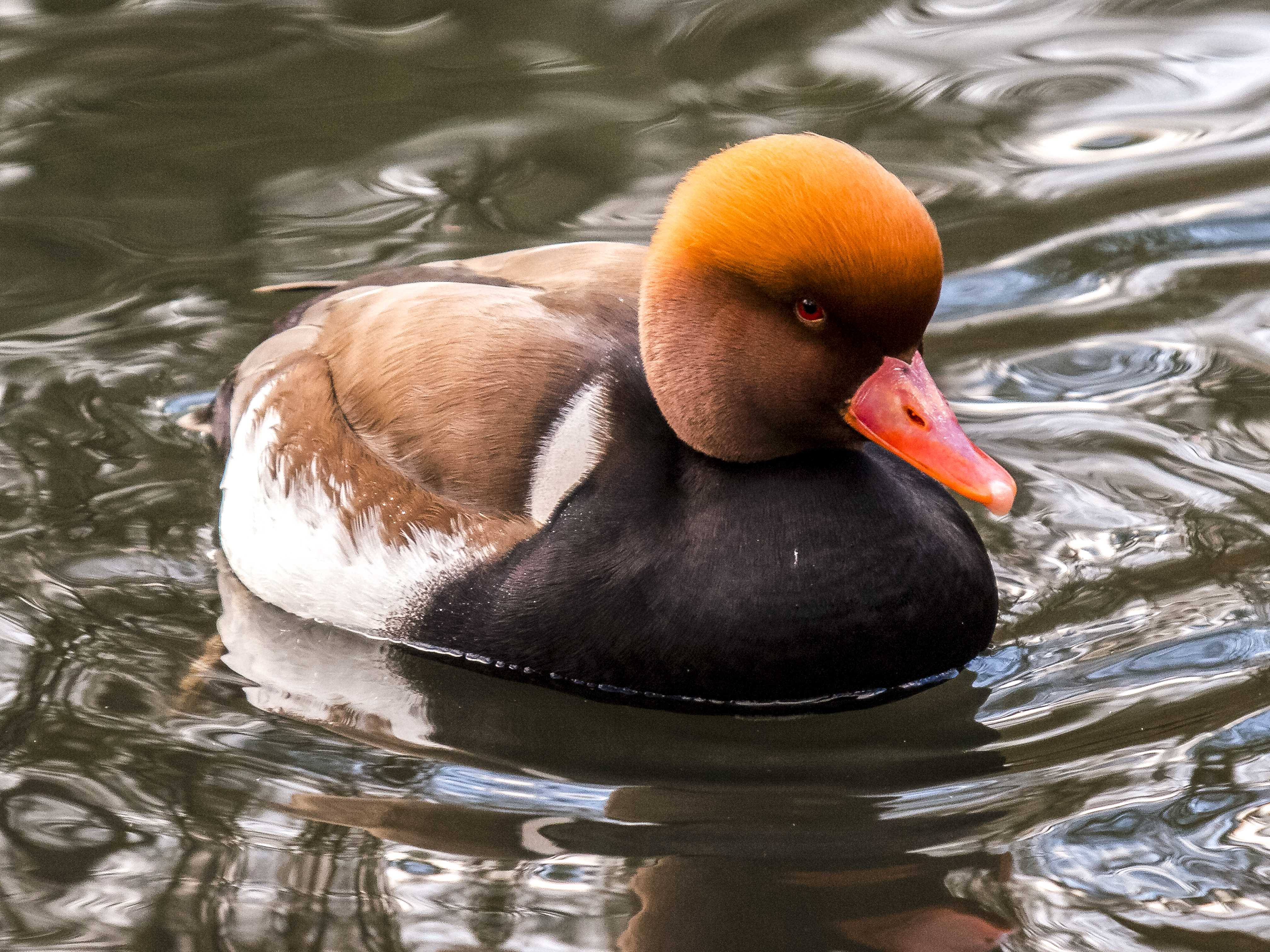
Nette rousse.
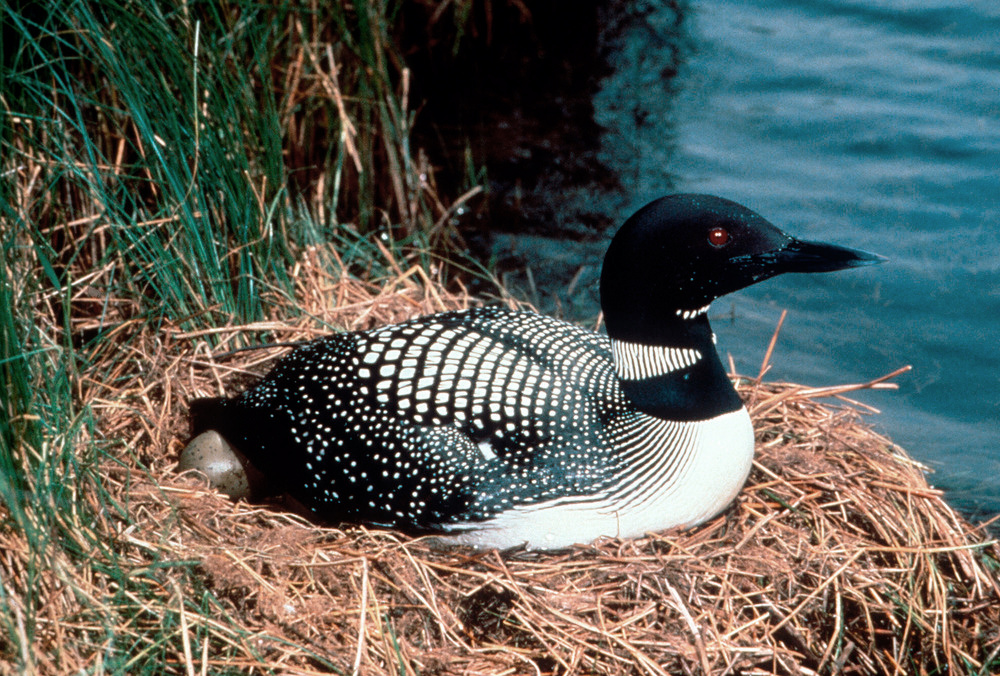
Plongeon huard.

### Autres espèces importantes
Vingt-huit autres espèces importantes d'oiseaux y ont été observées :
l'Autour des palombes (Accipiter gentilis), le Bec-croisé des sapins (Loxia curvirostra), la Bergeronnette printanière (Motacilla flava flava), la Bernache du Canada (Branta canadensis), la Bouscarle de Cetti (Cettia cetti), le Chevalier stagnatile (Tringa stagnatilis), la Cisticole des joncs (Cisticola juncidis), le Corbeau freux (Corvus frugilegus), le Fuligule à collier (Aythya collaris), le Gobemouche noir (Ficedula hypoleuca), le Grand Corbeau (Corvus corax), le Grimpereau des bois (Certhia familiaris), la Grive litorne (Turdus pilaris), l'Hirondelle de rivage (Riparia riparia), la Locustelle luscinioïde (Locustella luscinioides), la Locustelle tachetée (Locustella naevia), la Mésange boréale (Poecile montanus), la Panure à moustaches (Panurus biarmicus), le Phragmite des joncs (Acrocephalus schoenobaenus), la Pie-grièche à tête rousse (Lanius senator), la Pie-grièche grise (Lanius excubitor), le Pigeon colombin (Columba oenas), la Rousserolle effarvatte (Acrocephalus scirpaceus), la Rousserolle turdoïde (Acrocephalus arundinaceus), le Tarier des prés (Saxicola rubetra), le Tarin des aulnes (Spinus spinus), le Torcol fourmilier (Jynx torquilla) et le Traquet motteux (Oenanthe oenanthe).

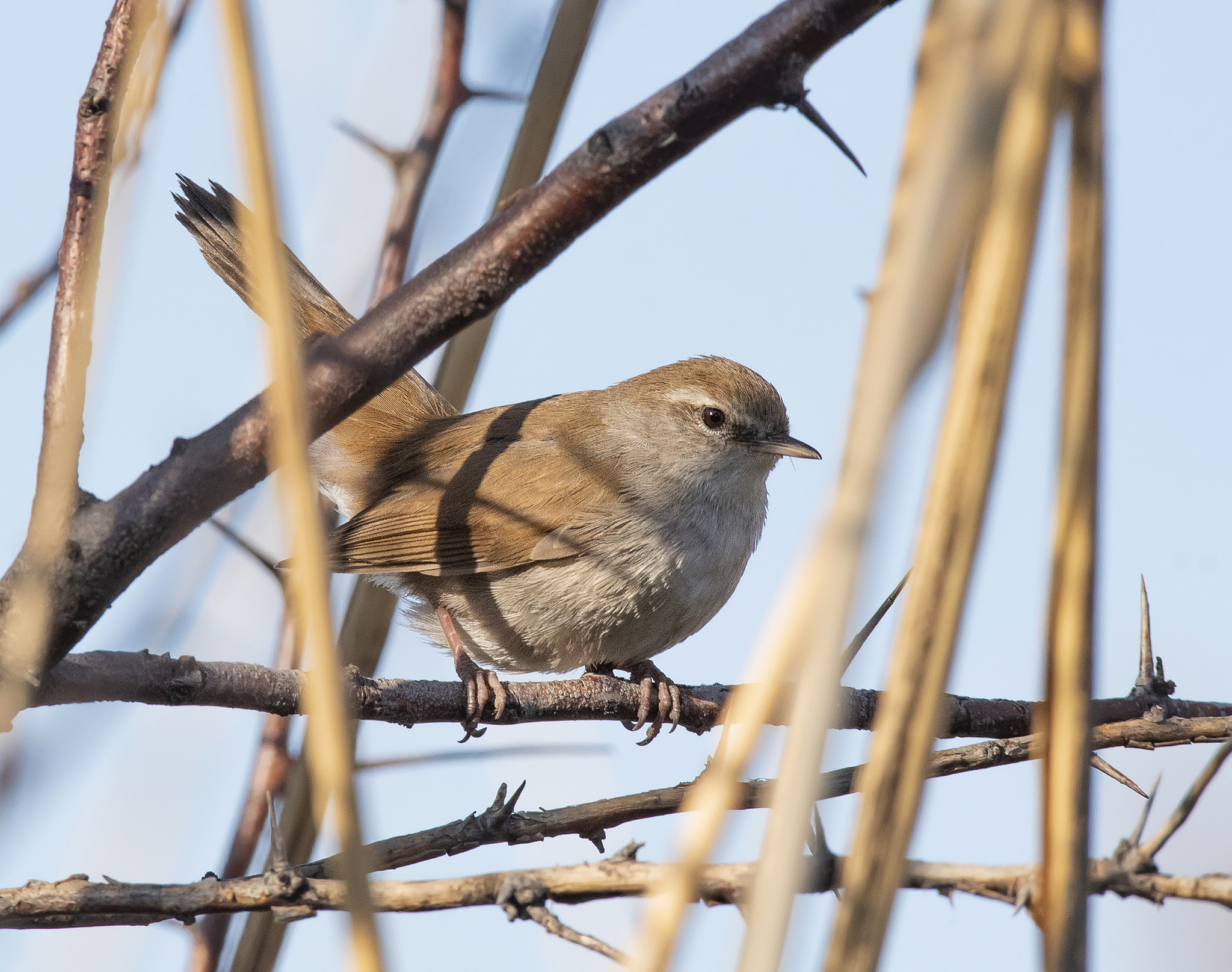
Bouscarle de Cetti.
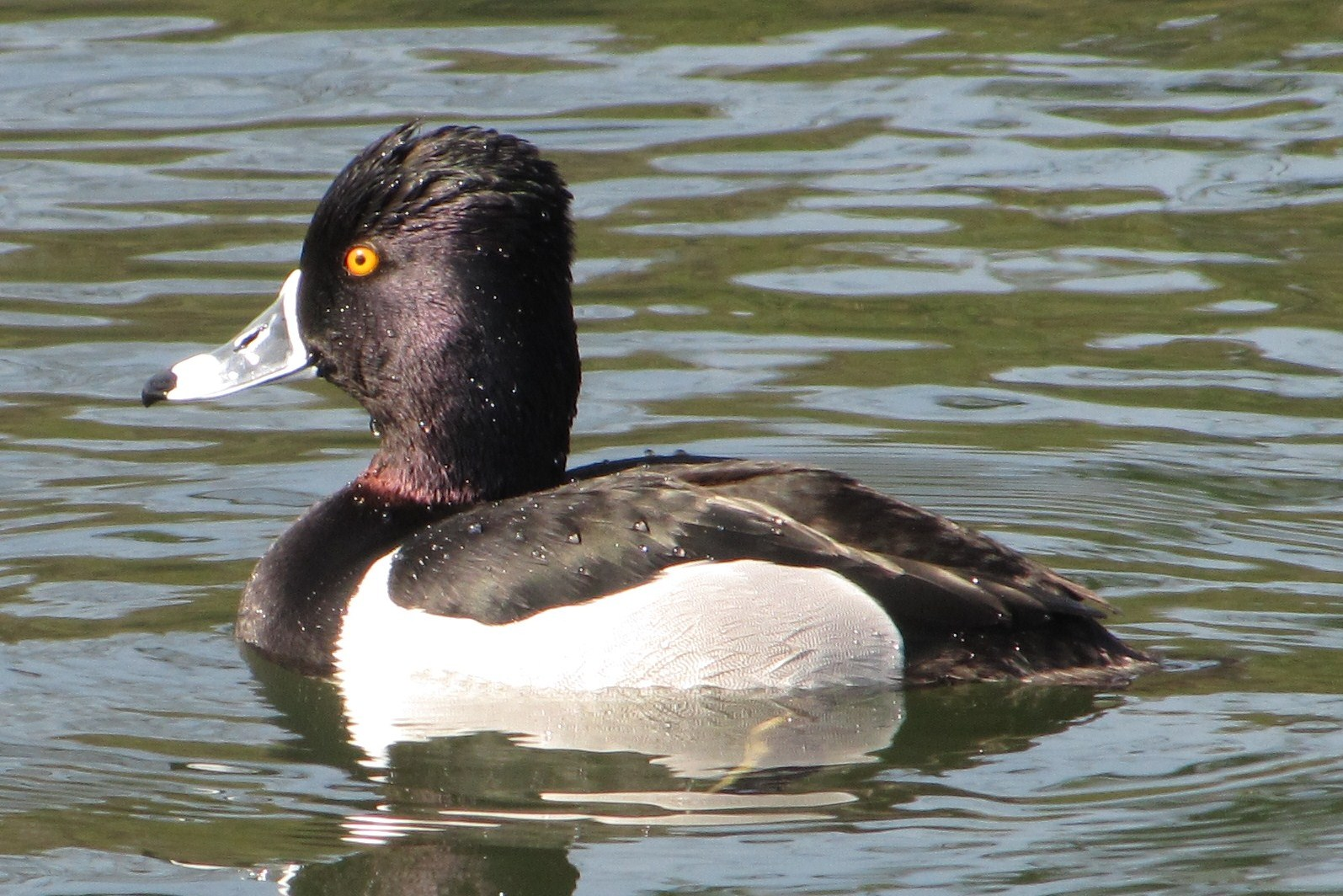
Fuligule à collier.
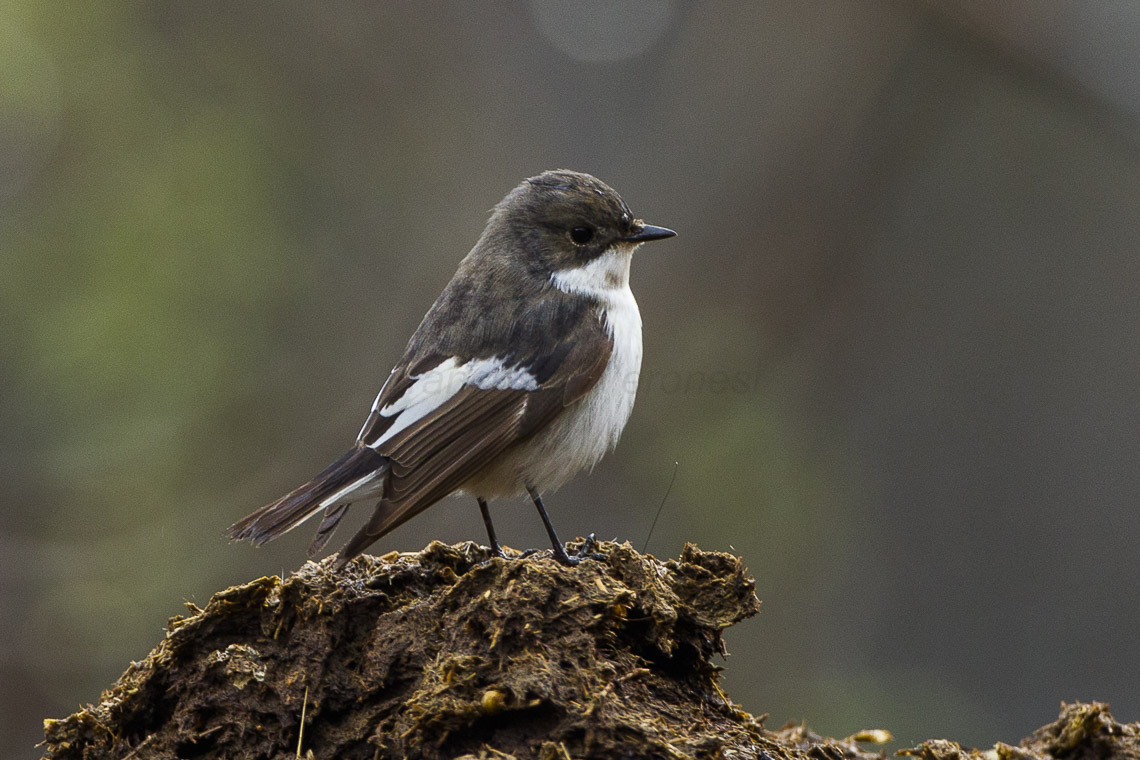
Gobemouche noir.
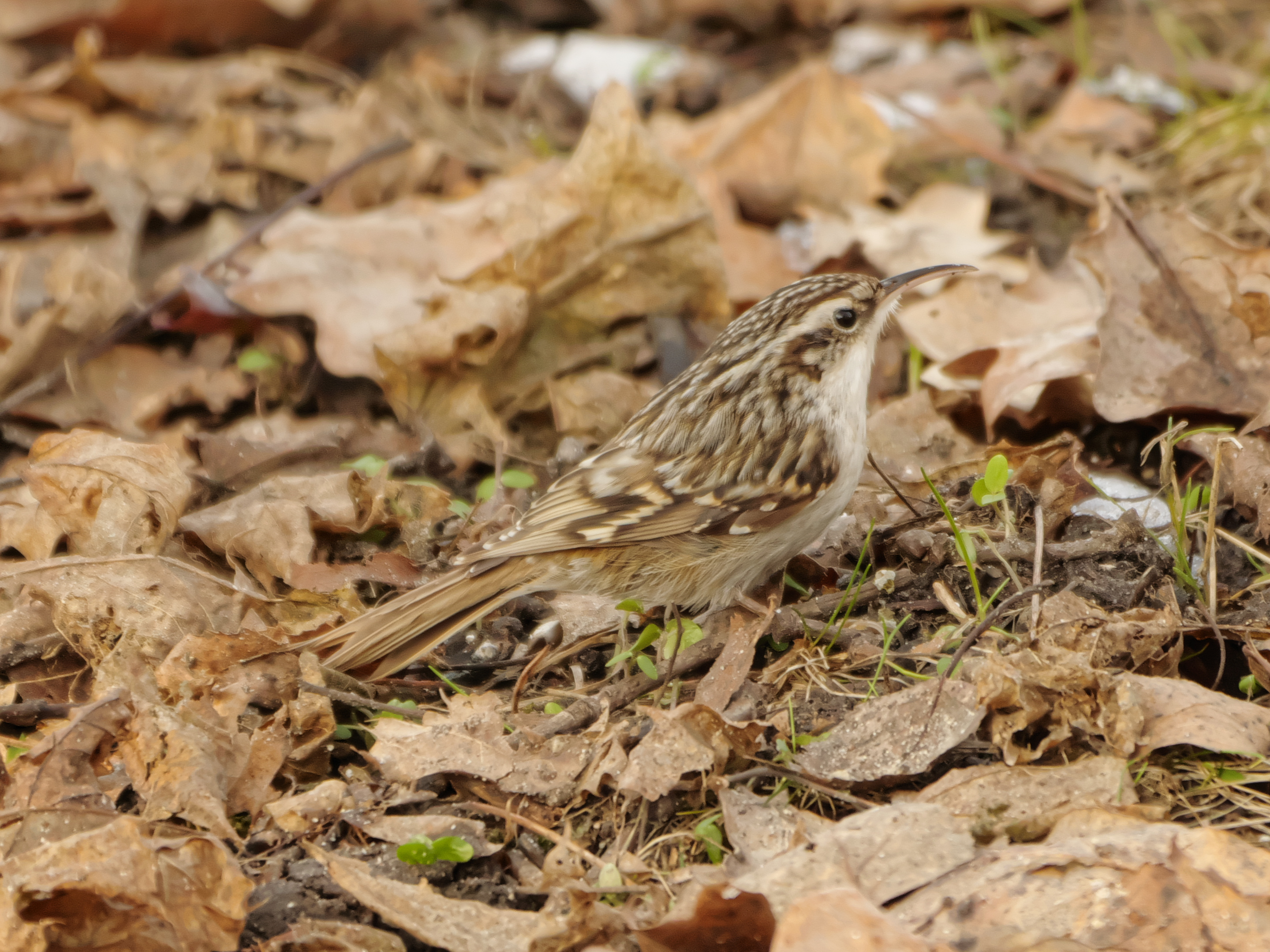
Grimpereau des bois.
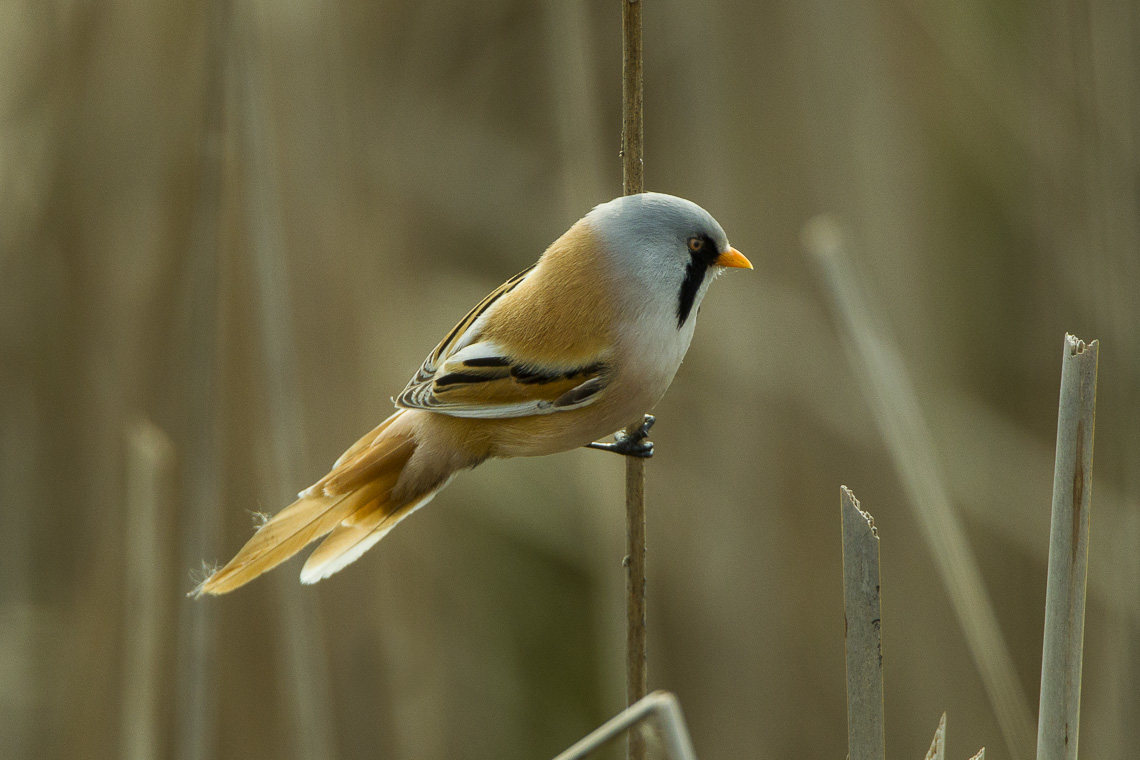
Panure à moustaches mâle.

### Autres espèces
Sur les trois ZNIEFF de type 1 incluses dans la zone Natura 2000, près de cent autres espèces d'oiseaux ont été identifiées :
- 28 répertoriées sur les trois étangs : l'Accenteur mouchet (Prunella modularis), la Bergeronnette grise (Motacilla alba), le Bruant des roseaux (Emberiza schoeniclus), la Buse variable (Buteo buteo), le Canard colvert (Anas platyrhynchos), le Chevalier gambette (Tringa totanus), la Corneille noire (Corvus corone), le Coucou gris (Cuculus canorus), l'Étourneau sansonnet (Sturnus vulgaris), la Fauvette à tête noire (Sylvia atricapilla), la Fauvette des jardins (Sylvia borin), la Fauvette grisette (Sylvia communis), la Gallinule poule-d'eau (Gallinula chloropus), le Geai des chênes (Garrulus glandarius), le Héron cendré (Ardea cinerea), le Grèbe castagneux (Tachybaptus ruficollis), le Grèbe huppé (Podiceps cristatus), l'Hirondelle rustique (Hirundo rustica), la Huppe fasciée (Upupa epops), le Merle noir (Turdus merula), la Mésange charbonnière (Parus major), la Pie bavarde (Pica pica), le Pipit des arbres (Anthus trivialis), le Pinson des arbres (Fringilla coelebs), le Pipit farlouse (Anthus pratensis), le Pouillot fitis (Phylloscopus trochilus), le Pouillot véloce (Phylloscopus collybita) et le Vanneau huppé (Vanellus vanellus) ;
- 25 répertoriées sur l'étang des Landes et sur l'étang Tête de Bœuf : l'Alouette des champs (Alauda arvensis), la Bergeronnette des ruisseaux (Motacilla cinerea), le Bouvreuil pivoine (Pyrrhula pyrrhula), le Butor étoilé (Botaurus stellaris), le Chardonneret élégant (Carduelis carduelis), la Chouette effraie (Tyto alba), l'Épervier d'Europe (Accipiter nisus), le Grimpereau des jardins (Certhia brachydactyla), la Grive draine (Turdus viscivorus), l'Hypolaïs polyglotte (Hippolais polyglotta), le Loriot d'Europe (Oriolus oriolus), la Mésange à longue queue (Aegithalos caudatus), la Mésange bleue (Cyanistes caeruleus), la Mésange nonnette (Poecile palustris), le Moineau domestique (Passer domesticus), la Mouette rieuse (Chroicocephalus ridibundus), le Pic épeiche (Dendrocopos major), le Pic vert (Picus viridis), le Pigeon ramier (Columba palumbus), le Rossignol philomèle (Luscinia megarhynchos), le Rouge-gorge familier (Erithacus rubecula), le Rougequeue noir (Phoenicurus ochruros), la Tourterelle turque (Streptopelia decaocto), le Troglodyte mignon (Troglodytes troglodytes) et le Verdier d'Europe (Chloris chloris) ;
- huit répertoriées sur l'étang des Landes et sur l'étang de la Bastide : la Barge à queue noire (Limosa limosa), le Bécasseau minute (Calidris minuta), le Canard pilet (Anas acuta), le Chevalier aboyeur (Tringa nebularia), le Faucon crécerelle (Falco tinnunculus), le Harle bièvre (Mergus merganser), l'Hirondelle de fenêtre (Delichon urbicum) et le Tarier pâtre (Saxicola rubicola) ;
- une répertoriée sur l'étang de la Bastide et sur l'étang Tête de Bœuf : la Grive musicienne (Turdus philomelos) ;
- 27 répertoriées sur le seul étang des Landes : le Bécasseau variable (Calidris alpina), la Bécassine sourde (Lymnocryptes minimus), le Blongios nain (Ixobrychus minutus), le Bruant proyer (Emberiza calandra), le Bruant jaune (Emberiza citrinella), la Caille des blés (Coturnix coturnix), le Canard siffleur (Mareca penelope), la Chevêche d'Athéna (Athene noctua), la Chouette hulotte (Strix aluco), le Faisan de Colchide (Phasianus colchicus), le Faucon hobereau (Falco subbuteo), le Goéland argenté (Larus argentatus), la Grive mauvis (Turdus iliacus), le Hibou moyen-duc (Asio otus), la Linotte mélodieuse (Linaria cannabina), la Marouette de Baillon (Porzana pusilla), la Marouette poussin (Porzana parva), le Martinet noir (Apus apus), le Merle à plastron (Turdus torquatus), le Moineau friquet (Passer montanus), l'Oie cendrée (Anser anser), la Perdrix grise (Perdix perdix), le Pinson du Nord (Fringilla montifringilla), le Pipit spioncelle (Anthus spinoletta), le Pluvier grand-gravelot (Charadrius hiaticula), le Serin cini (Serinus serinus) et la Sittelle torchepot (Sitta europaea) ;
- six répertoriées sur le seul étang Tête de Bœuf : le Gobemouche gris (Muscicapa striata), le Gros-bec casse-noyaux (Coccothraustes coccothraustes), la Mésange huppée (Lophophanes cristatus), le Pic épeichette (Dryobates minor), le Pouillot siffleur (Phylloscopus sibilatrix) et le Roitelet huppé (Regulus regulus) ;
- une répertoriée sur le seul étang de la Bastide : le Courlis cendré (Numenius arquata).

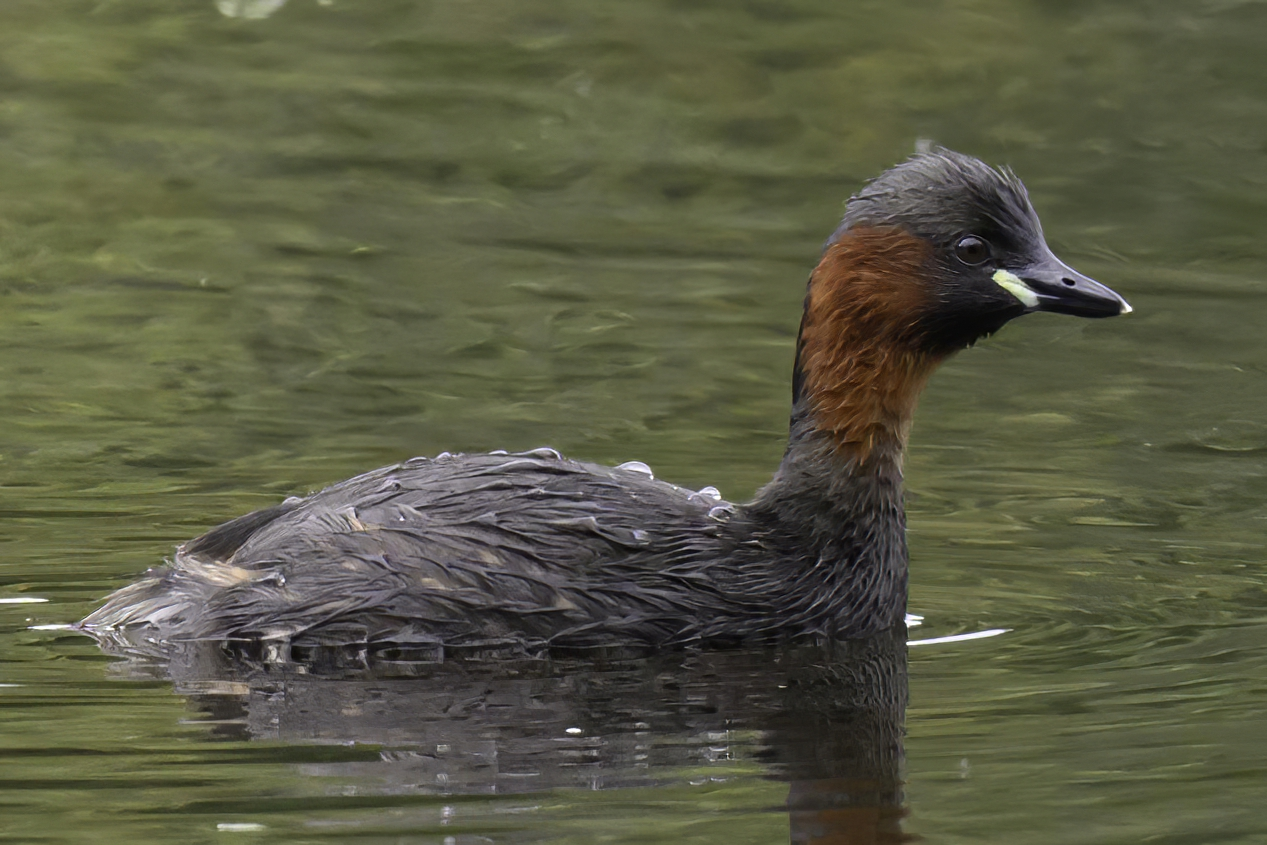
Grèbe castagneux.
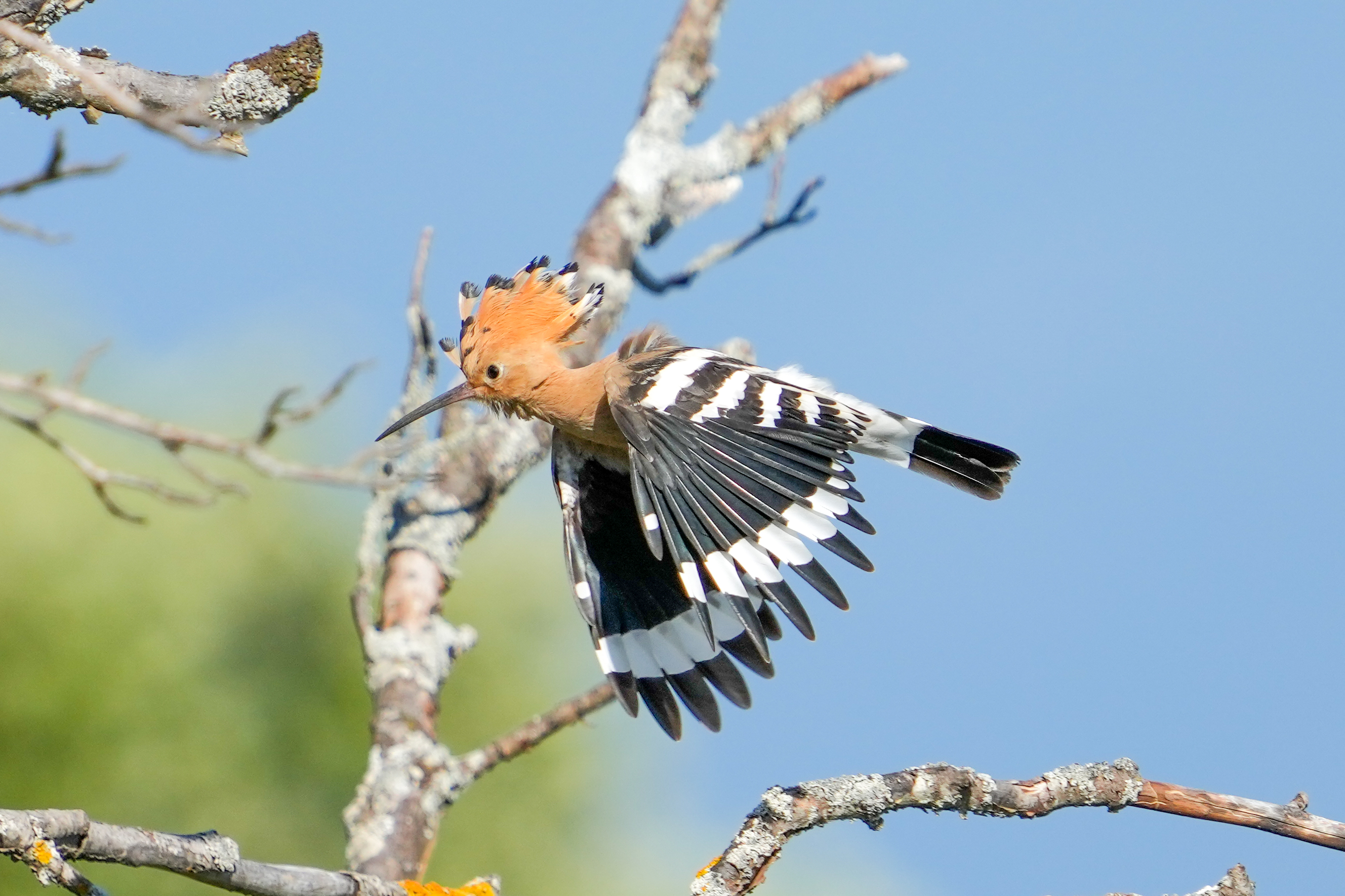
Huppe fasciée en vol.
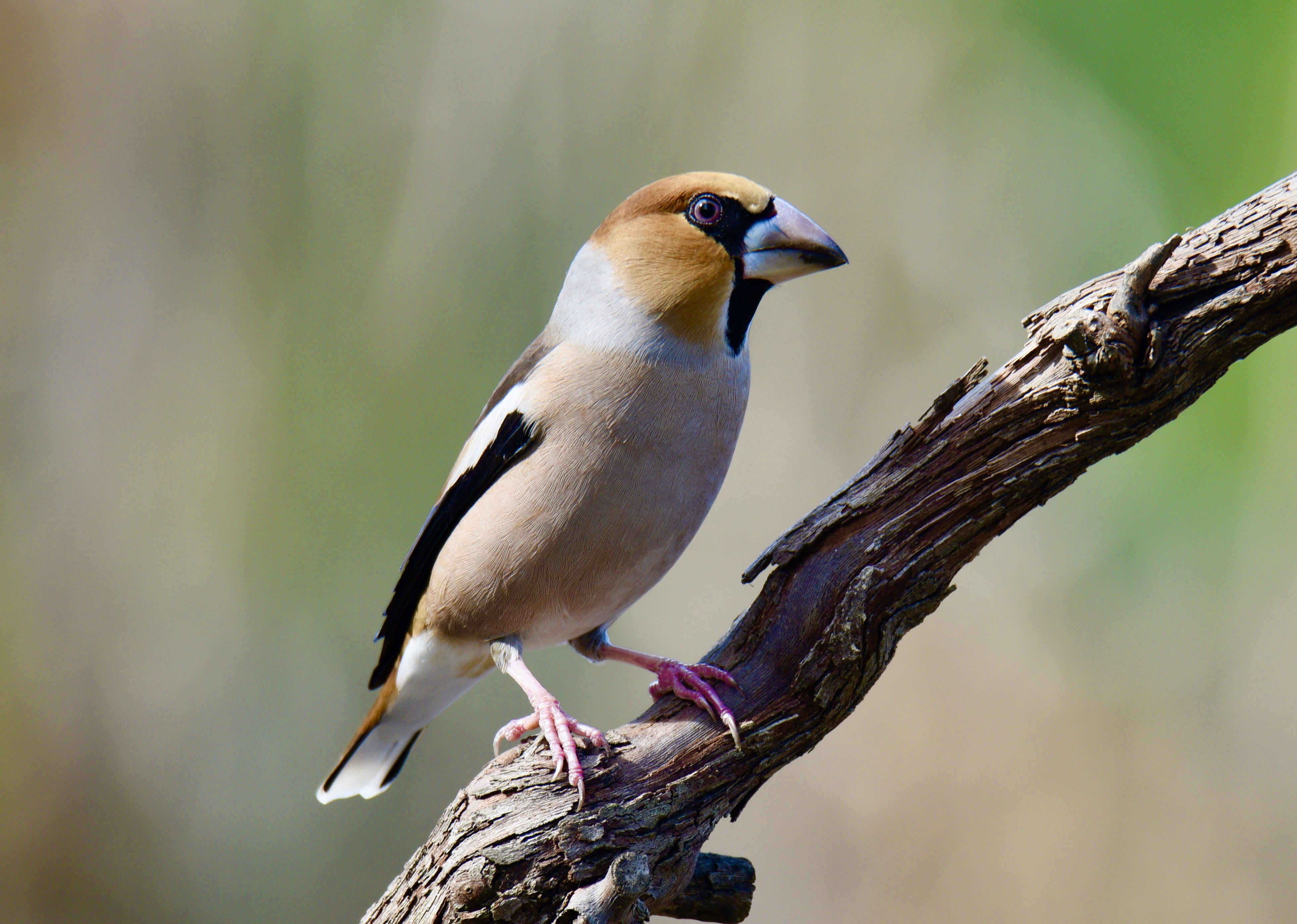
Gros-bec casse-noyaux mâle.
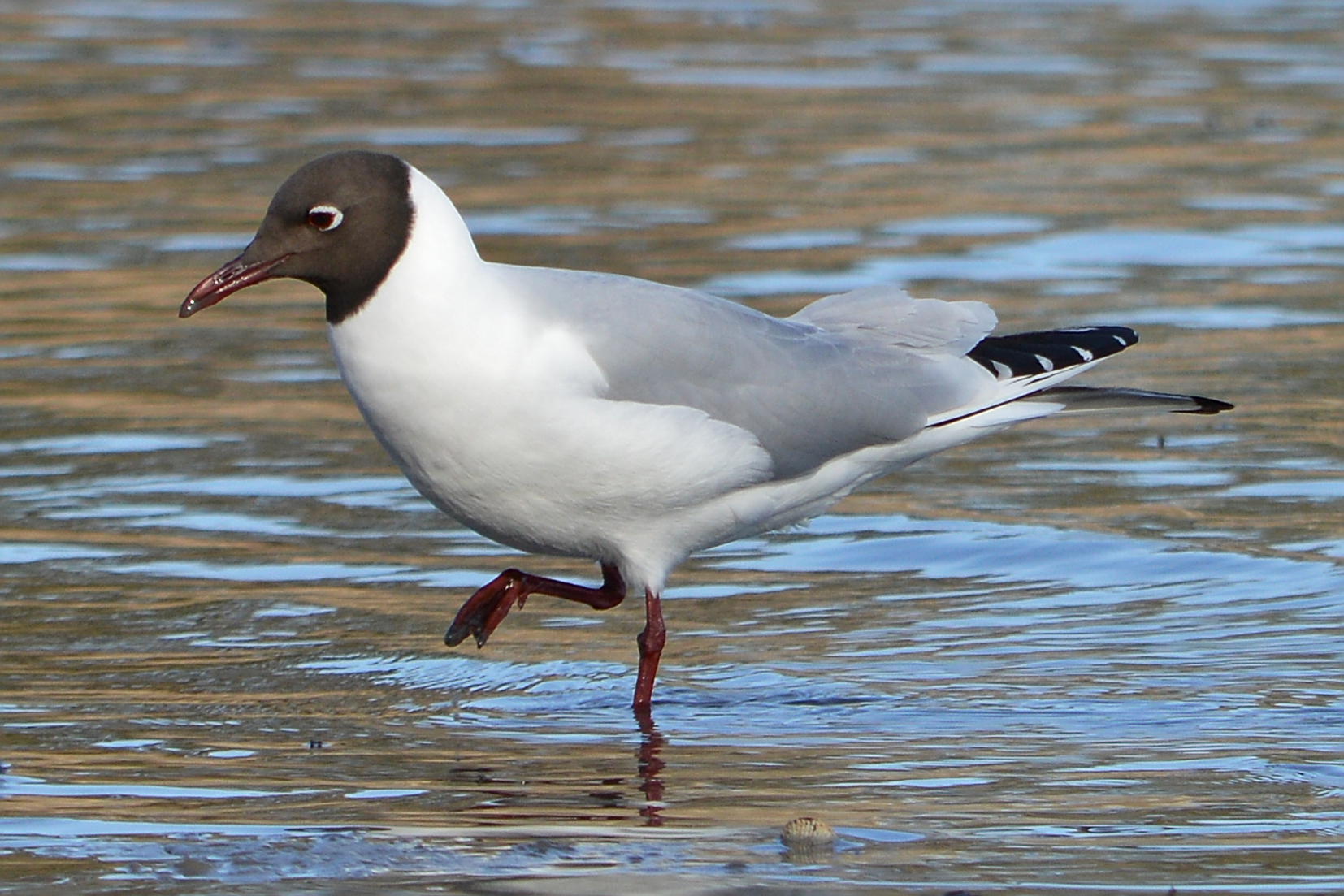
Mouette rieuse en plumage d'été.
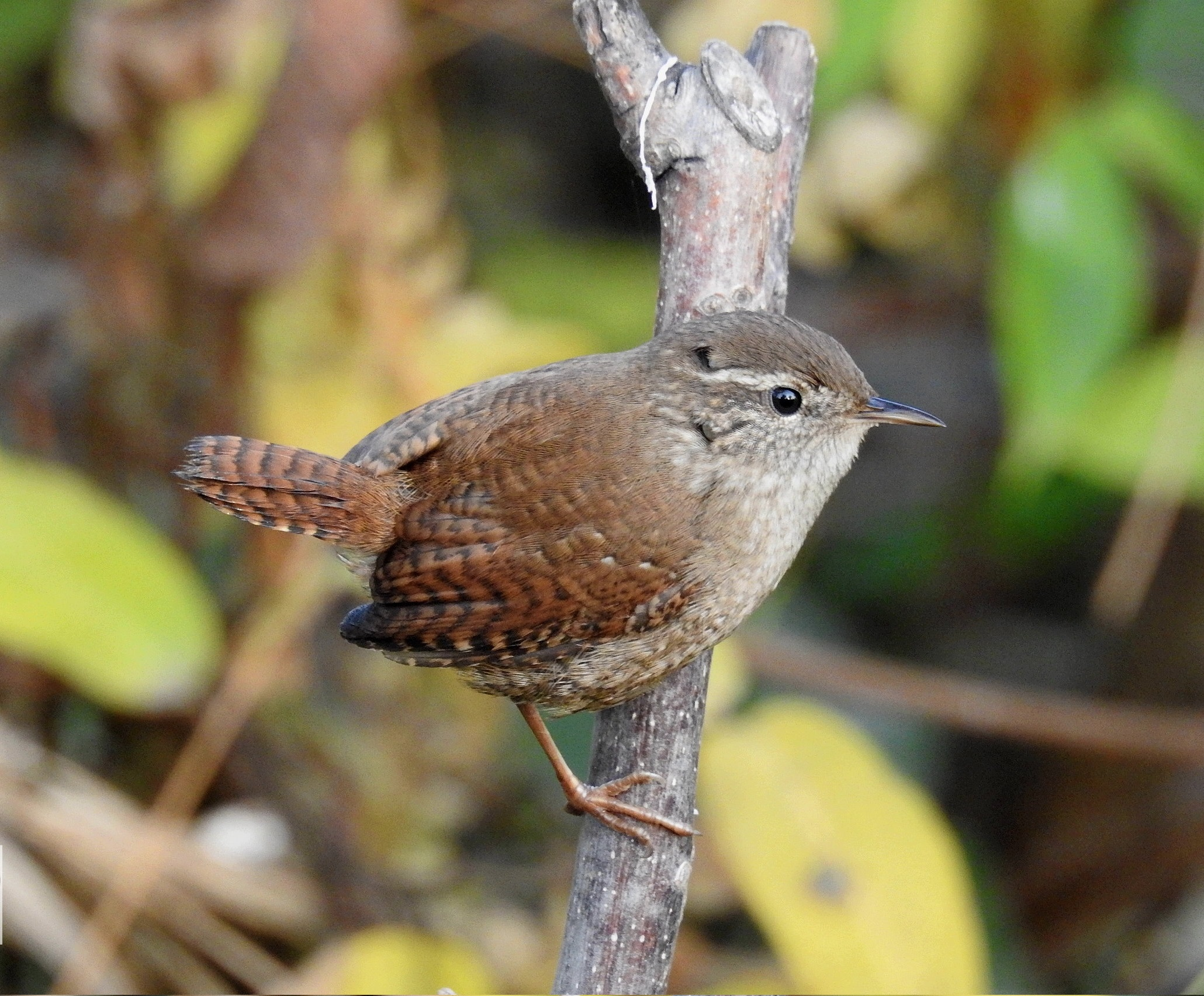
Troglodyte mignon.